# Billie Starkz
Lillian Bridget (New Albany, 8 de dezembro de 2004), mais conhecida pelo nome de ringue Billie Starkz, é uma lutadora profissional americana. Ela trabalha atualmente para a All Elite Wrestling (AEW), mas aparece predominantemente na promoção irmã da AEW, a Ring of Honor (ROH), onde foi a campeã inaugural do Campeonato Mundial Feminino Televisivo da ROH.
Bridget também já lutou em diversas promoções, como Game Changer Wrestling, Tokyo Joshi Pro-Wrestling e Major League Wrestling.

## Carreira na luta livre profissional

### Circuito independente (2018–presente)
Starkz começou a treinar wrestling aos 13 anos em Jeffersonville, Indiana, fazendo sua estreia profissional em outubro de 2018. De acordo com uma reportagem de 2023 da emissora local WDRB, durante suas primeiras semanas na Atherton High School, em Louisville, Kentucky, em 2019, "uma professora atenciosa a chamou no corredor para fazer perguntas sobre seus pais e sua vida familiar", pois ela aparecia com hematomas e machucados causados pelos treinos e lutas de wrestling.
Em 2020, ela começou a trabalhar para a Game Changer Wrestling (GCW) e, no dia 10 de outubro daquele ano, competiu em uma battle royal com 30 participantes no Joey Janela's Spring Break 4.
Em 25 de junho de 2022, Starkz conquistou o Campeonato H2O Hybrid. Já em 12 de novembro, no BLP Slamilton, Starkz derrotou Calvin Tankman e venceu o Campeonato dos Pesos Pesados da BLP.

### All Elite Wrestling / Ring of Honor (2022–presente)
No episódio de 27 de dezembro de 2022 do AEW Dark, Starkz fez sua estreia na promoção, sendo derrotada por Red Velvet. Em 7 de abril de 2023, durante o evento Battle of the Belts VI, Jade Cargill derrotou Starkz para manter o Campeonato TBS da AEW. Quatro dias depois, foi noticiado que Starkz havia assinado contrato com a AEW.
No episódio de 9 de março de 2023 do Ring of Honor Wrestling, Starkz fez sua estreia na Ring of Honor (ROH), onde perdeu para Trish Adora. Duas semanas depois, ela conquistou sua primeira vitória na ROH ao derrotar Miranda Alize. Em 25 de junho, no Forbidden Door, Starkz participou do Torneio Feminino da Owen Hart Foundation, perdendo para Athena nas quartas de final do torneio.
No final de 2023, Starkz, junto com Lexy Nair, uniu forças com a campeã mundial feminina da ROH, Athena, como sua "Minion in Training (M.I.T.). Starkz desafiou Athena pelo Campeonato Mundial Feminino da ROH no Final Battle em 2023 e 2024, sendo derrotada em ambas as ocasiões. Entre essas lutas, ela se tornou a primeira campeã mundial feminina televisiva da ROH ao derrotar Queen Aminata no Supercard of Honor. Em 26 de julho, no Death Before Dishonor, Starkz perdeu o título para Red Velvet, encerrando seu reinado após 112 dias. Apesar de Starkz sugerir que deixaria o M.I.T., no episódio de 26 de dezembro do ROH Wrestling, Athena expulsou Nair e declarou que ela e Starkz seriam "Minions para sempre". Starkz retornou à programação da AEW no episódio de 19 de março do Dynamite, onde desafiou sem sucesso Mercedes Moné pelo Campeonato TBS. No episódio de 29 de março de 2025 do Collision, foi anunciado que Starkz participaria da chave feminina da Owen Hart Cup, um torneio cujo vencedor receberia uma luta pelo Campeonato Mundial Feminino da AEW no All In. No episódio de 12 de abril do Collision, Starkz foi eliminada na primeira rodada do torneio por Jamie Hayter.

### Major League Wrestling (2023)
No episódio de 28 de fevereiro de 2023 do MLW Underground Wrestling, Starkz fez sua estreia na MLW, derrotando Kayla Kassidy. No episódio de 21 de março do Underground Wrestling, ela enfrentou Taya Valkyrie pelo Campeonato Peso-Pena Feminino da MLW, mas acabou sendo derrotada. Em seguida, Starkz enfrentou B3cca duas vezes — no SuperFight e no War Chamber — vencendo ambas as lutas.

### Consejo Mundial de Lucha Libre (2025–presente)
No dia 24 de abril de 2025, foi anunciado que Starkz faria sua estreia e substituiria Taya Valkyrie devido a uma lesão, formando dupla com Lady Frost. Em 25 de abril de 2025, Starkz e Lady Frost derrotaram Las Infernales (Zeuxis e Dark Silueta) no 69º aniversário da Arena México. Já em 26 de abril de 2025, Starkz e Lady Frost foram derrotadas por Zeuxis e La Jarochita na Arena Coliseo.

## Vida pessoal
Pouco antes de se formar em 2023 na Atherton High School, em Louisville, ela mantinha uma média de notas 4.0 (equivalente a excelência acadêmica), mesmo cursando várias disciplinas avançadas e viajando frequentemente para participar de eventos de luta livre.

## Títulos e prêmios
- 2econd Wrestling
  - 2econd Wrestling Championship (1 vez, inaugural)
- Black Label Pro
  - BLP Heavyweight Championship (1 vez)
- Capital Championship Wrestling
  - CCW Global Fighting Championship (1 vez)
- Girl Fight
  - Girl Fight Championship (1 vez, atual)
- Grindhouse Pro Wrestling
  - Grindhouse Pro Tag Team Championship (1 vez) – com Alice Crowley
- H2O Wrestling: Hardcore Hustle Organization
  - H2O Hybrid Championship (1 vez)
- Party Hard Wrestling
  - PHW Party Monster Championship (1 vez)
- Pro Wrestling Illustrated
  - PWI a colocou na #52ª posição das 150 melhores lutadoras individuais no PWI Women's 150 em 2022[33]
  - PWI a colocou na #96ª posição dos 500 melhores lutadores individuais no PWI 500 em 2023[34]
- Ring of Honor
  - Campeonato Mundial Feminino Televisivo da ROH (1 vez, inaugural)[21]
  - Torneio pelo Campeonato Mundial Feminino Televisivo da ROH (2024)[21]
- Spark Joshi Puroresu of America
  - Spark Joshi World Championship (1 vez)[35]
- The Wrestling Revolver
  - Women's Grand Prix (2023)[36]